# 江獻珠
江獻珠（1926年—2014年7月21日），香港著名食譜作者，生於書香世家，為廣州著名食家江太史之孫女，叔父是粵曲名作家南海十三郎江譽鏐，中學時從廣州避難香港，就讀於香港英華女學校，中文大學崇基學院校友，於1960年經管系畢業。
江獻珠曾在美國生活了數十年，1992年退休返美，近年在香港居住。江獻珠女士有女兒詩婉在美國成長與大學畢業，曾於美國學習西廚，也做私房菜。2014年7月於香港逝世，享年88歲。江獻珠大半生在中大宿舍度過，其丈夫為中大前聯合書院院長陳天機教授，她離港回美國定居时提及自己最不捨的是中大的家，以及大埔街市。

## 个人回忆
提起年幼時在江家大宅內的往事，江獻珠指那時自己還很年輕，吃飯時不能坐主家席，由於在六、七歲時便曉得念《滕王閣序》，每逢家中有客人，祖父便著她即席唸誦，唸完有獎，所以她吃過不少江家美食；然而江獻珠不是自幼便下廚，第一次是在40歲那年，她為味覺受損的患癌母親，烹調當年太史家內的手工菜。

## 寫作
作品主要是由香港萬里機構出版繁體中文版之食譜，也有在其他雜誌專欄刊登食譜，如《飲食男女》「珠璣小館家饌」專欄。
因年輕時曾在私塾就讀，所以其食譜用詞偏向傳統。

## 語錄
江獻珠於專欄中自言：
是個瀕臨絕種的飲食人，我還有值得年輕一輩求問的罕有經驗。

有生一日，我當竭盡全力維護傳統，讓如今的人知道吃是福氣，

要好好珍惜，要知味辨味，要對食物有要求，不要囫圇吞棗，

這樣纔能保守我們良好的飲食傳統。

## 著作
- 《中國點心製作圖解》：萬里機構（香港），1994-11-01 出版。
- 《粵菜文化溯源系列一》《粵菜文化溯源系列二》： 萬里機構（香港），2001-06-06 出版。
- 《珠璣小館家常菜譜》1集-6集：  萬里機構（香港），2004 至 2008年 出版。
- 《蘭齋舊事與南海十三郎》： 萬里機構（香港），2004-09-01 出版。ISBN 9621414490.ISBN 9789621414496。
- 《傳統粵菜精華錄》：萬里機構（香港），2005-01-01 出版
- 《造物妙諦》作者：江獻珠、陳天機：萬里機構（香港）, 出版日期：2005-09-10
- 《古法粵菜新譜》：橘子，2005-07-11 出版。
- 《飲食健康－珠璣璣小館飲食文集》： 萬里機構（香港），2005-09-01 出版。
- 《我食我思－珠璣小館飲食文集》： 萬里機構（香港），2005-09-01 出版。
- 《遊食四方》：萬里機構（香港），2005-09-10 出版。
- 《情迷野菌香》：萬里機構（香港），2007-11-23出版。
- 《珠璣小館家常菜譜精選》(盒裝全四冊)： 萬里機構，2009-06-01 出版。
- 《中國點心1》、《中國點心2》： 萬里機構，2009-11-03 出版。
- 《佳廚名食》：萬里機構出版。ISBN 9789621429131。
- 《Everything You Want to Know About Chinese Cooking》: Publisher: Barrons Educational Series Inc (September 1, 1995), ISBN 0812019881 ISBN 978-0812019889